# Đại hội Thể thao Mùa đông châu Á
Đại hội Thể thao Mùa đông châu Á là một sự kiện thường trực trong lịch sử tổ chức thi đấu của Hội đồng Olympic châu Á, trong đó các môn thể thao được tổ chức đều liên quan tới Mùa đông. Ý tưởng thành lập xuất phát từ Ủy ban Olympic Nhật Bản muốn tổ chức một Đại hội Thể thao châu Á vào mùa đông, được đề xuất năm 1982. Nỗ lực của họ đã được đền đáp bằng quyền đăng cai tổ chức Đại hội đầu tiên tại Sapporo, Nhật Bản năm 1986, vì thành phố này đã có sẵn cơ sở hạ tầng và kinh nghiệm tổ chức Thế vận hội Mùa đông 1972.
Dù chỉ có bảy quốc gia tham gia đại hội đầu, số lượng đó cứ dần tăng lên. Đại hội Thể thao Mùa đông châu Á 2017 gần đây nhất được tổ chức tại Sapporo với 32 quốc gia đã lập nên kỉ lục về số lượng vận động viên, các nước còn lại cũng có gửi vận động viên nhưng không tranh tài.
Năm 2009, Đại hội có dự định tổ chức tại Liban, nhưng sau đó thay đổi.

## Các kì đại hội

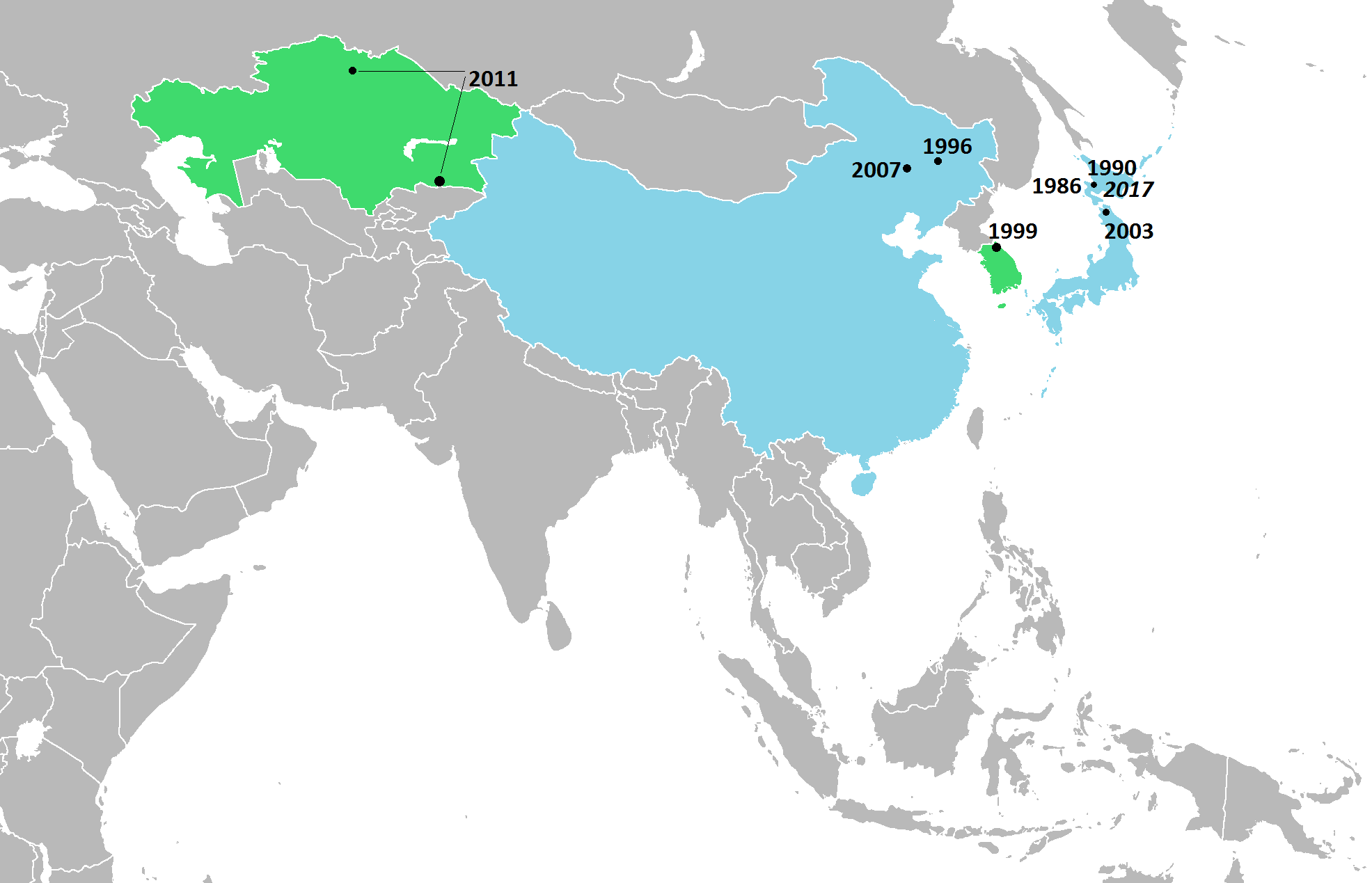
Bản đồ các địa điểm của Đại hội Thể thao Mùa đông châu Á. Các quốc gia đã tổ chức có một Đại hội Thể thao Mùa đông được tô màu xanh lá cây, trong khi các quốc gia đã tổ chức có hai hoặc nhiều được tô màu xanh.

Số lượng huy chương vàng của các đoàn thể thao được đặt trong dấu ngoặc đơn.
| Năm  | Đại hội | Đăng cai      | HCV             | HCB             | HCĐ             |
| ---- | ------- | ------------- | --------------- | --------------- | --------------- |
| 1986 | I       | Sapporo       | Nhật Bản (29)   | Trung Quốc (4)  | Hàn Quốc (1)    |
| 1990 | II      | Sapporo       | Nhật Bản (18)   | Trung Quốc (9)  | Hàn Quốc (6)    |
| 1996 | III     | Cáp Nhĩ Tân   | Trung Quốc (15) | Kazakhstan (14) | Nhật Bản (8)    |
| 1999 | IV      | Gangwon       | Trung Quốc (15) | Hàn Quốc (11)   | Kazakhstan (10) |
| 2003 | V       | Aomori        | Nhật Bản (24)   | Hàn Quốc (10)   | Trung Quốc (9)  |
| 2007 | VI      | Trường Xuân   | Trung Quốc (19) | Nhật Bản (13)   | Hàn Quốc (9)    |
| 2011 | VII     | Astana-Almaty | Kazakhstan (32) | Nhật Bản (13)   | Hàn Quốc (13)   |
| 2017 | VIII    | Sapporo       | Nhật Bản (27)   | Hàn Quốc (16)   | Trung Quốc (12) |
| 2025 | IX      | Cáp Nhĩ Tân   |                 |                 |                 |
| 2029 | X       | Trojena       |                 |                 |                 |

## Bảng thành tích
| 1       | Nhật Bản (JPN)          | 138 | 144 | 115 | 397   |
| 2       | Trung Quốc (CHN)        | 94  | 85  | 105 | 284   |
| 3       | Kazakhstan (KAZ)        | 78  | 62  | 56  | 196   |
| 4       | Hàn Quốc (KOR)          | 74  | 83  | 92  | 249   |
| 5       | CHDCND Triều Tiên (PRK) | 1   | 4   | 12  | 17    |
| 6       | Uzbekistan (UZB)        | 1   | 2   | 4   | 7     |
| 7       | Liban (LIB)             | 1   | 1   | 0   | 2     |
| 8       | Mông Cổ (MGL)           | 0   | 1   | 6   | 7     |
| 9       | Iran (IRI)              | 0   | 1   | 2   | 3     |
| 10      | Kyrgyzstan (KGZ)        | 0   | 0   | 1   | 1     |
| Tổng số | Tổng số                 | 387 | 383 | 393 | 1,163 |